# Rayleigh (enhet)
Rayleigh (betecknas R) är en fotometrisk enhet som används för att ange storleken på fotonflödet från en atmosfärspelare med tvärsnittsarean en kvadratmeter, det vill säga hur mycket fotoner (ljus) som emitteras från atmosfären i en pelare rakt ovanför en kvadratmeter jordyta. Enheten används för att ange stykan hos polarsken (norrsken och sydsken) och airglow. Ett fotonflöde på en rayleigh motsvarar att 1010 (tio miljarder) fotoner emitteras per sekund från en sådan pelare:
{\displaystyle 1\ \mathrm {R} =10^{10}\ {\frac {\mathrm {fotoner} }{\mathrm {m} ^{2}\cdot \mathrm {s} }}},
Enheten är uppkallad efter Robert Strutt, 4:e baron Rayleigh, som utförde de första mätningarna av airglow, och infördes 1956 av Donald M. Hunten, Franklin E. Roach och Joseph W. Chamberlain.